# Monolepta apicicornis
Monolepta apicicornis is een keversoort uit de familie bladkevers (Chrysomelidae). De wetenschappelijke naam van de soort werd in 1858 gepubliceerd door Carl Gustaf Thomson.